# Jaffrey
Jaffrey är en kommun (town) i Cheshire County i delstaten New Hampshire, USA med 5 457 invånare (2010).